# Aino (mytologi)

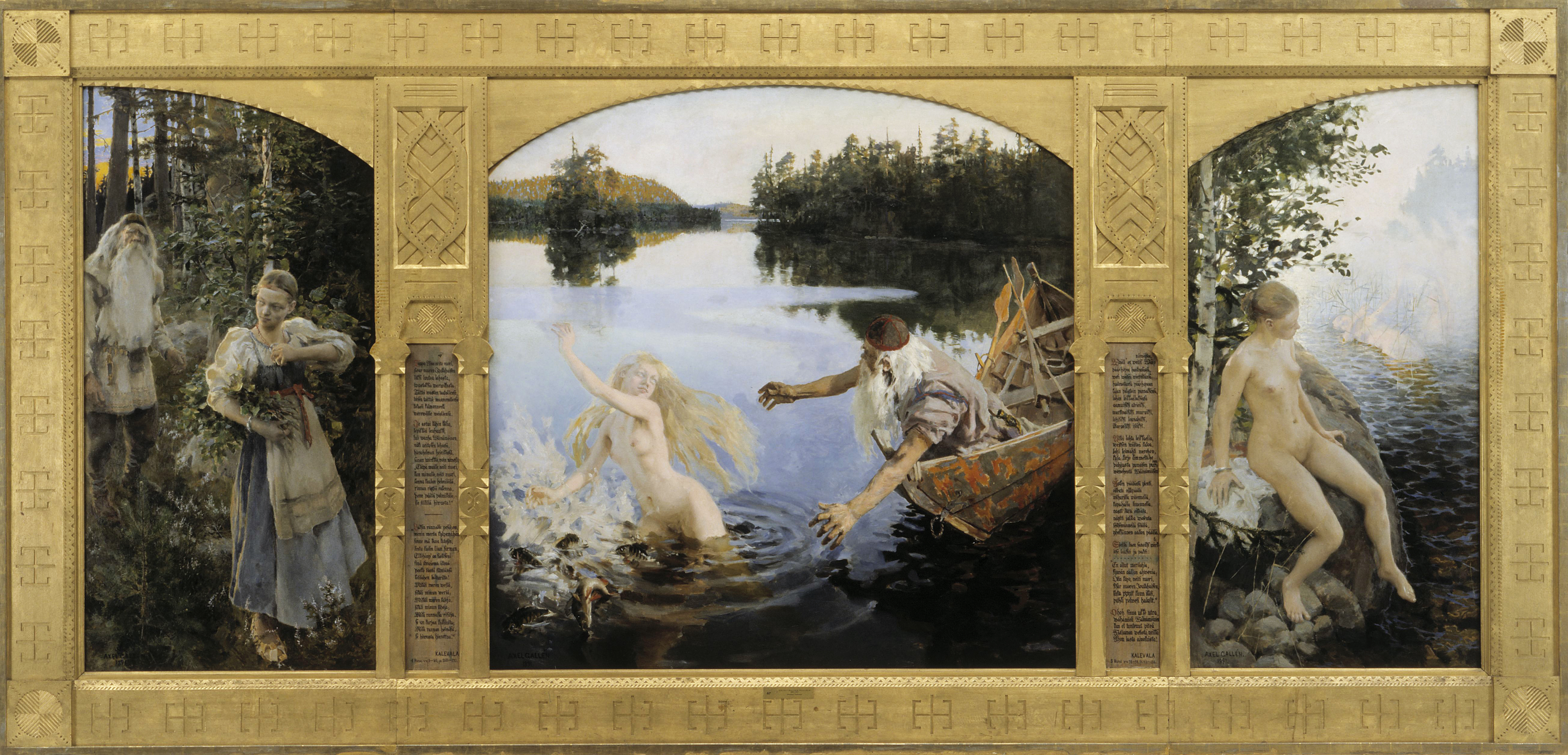
Akseli Gallen-Kallela, Aino-Triptychon

Aino är en mytologisk person i Finlands nationalepos Kalevala, sångerna 3 och 4.
Ainos bror Joukahainen från Pohjola var övermodig och utmanade den gamle vise Väinämöinen på sång. Men när Väinämöinen började sjunga sina trollsånger förvandlades Joukahainens släde till en ruska, hans häst till en sten och han själv hamnade i ett kärr. När han sjunkit ner till armarna lovade han Väinämöinen sina pilbågar, sina båtar, sina hästar, sitt silver och sitt guld. Men Väinämöinen brydde sig inte om dessa saker. När Joukahainens huvud var ovanför vattnet lovade han i sin förtvivlan att ge honom sina enda syster (Aino betyder just "enda") till maka. Då bröt Väinämöinen trolldomen.
Joukahainen körde dyster till sinnes tillbaka till Pohjola. När han kommit hem och berättade allt för Aino grät hon, för hon ville inte gifta sig med den gamle Väinämöinen. Aino grät i två dagar men den tredje dagen lämnade hon sitt hem. Hon vandrade över moar och genom skog tills hon kom till havet. Hon gick ut i vattnet och satte sig på en sten. Stenen rullade ner i vattnet och Aino drunknade.
En hare såg allt och skuttade till Ainos hem och berättade vad som hänt. Ainos mor grät så att hennes tårar på marken förvandlades till tre floder, som alla sökte sig till havet.